# Enlil-kudurri-usur
Enlil-kudurrī-uṣur, 1197-1193 v.Chr., geschreven: mdEnlil(be)-ku-dúr-uṣur, (Enlil bescherme de oudste zoon), was de 81e koning van Assyrië volgens de koningslijst. Afhankelijk van de lengte die men aanneemt voor het bewind van zijn opvolger, Ninurta-apil-ekur, is zijn regeringstijd ófwel 1187 tot 1183 v.Chr. ófwel 1197 tot 1193 v.Chr. De vroegere datering is al langer gangbaar, maar recent werk lijkt meer in de richting van de latere datering te neigen. De regeringsperiode van alle koningen vóór hem lijden onder dezelfde dubbelzinnigheid van tien jaar.
Enlil-kudurri-usur was de zoon van de machtige koning Tukulti-Ninurta I, en opvolger van zijn neefje Aššur-nirari III die maar kort geregeerd had. Zelf was hij vijf jaar lang koning en veel weten we niet over hem. Behoudens koningslijsten en kronieken zijn er geen inscripties van hem bewaard gebleven.
De Synchronistische koningslijst identificeert zijn Babylonische tijdgenoot as Adad-šuma-uṣur. Deze koning zou ook zijn ondergang betekend hebben. In de Synchronistische Geschiedenis, is de slag tussen hem en Adad-šuma-uṣur aangegeven als de aanleiding voor zijn rivaal, Ninurta-apal-Ekur, een zoon Ilī-padâ en afstammeling van Eriba-Adad I, om “op te trekken uit Karduniaš,” i.e. Babylonië, en de Assyrische troon over te nemen. Grayson en anderen hebben verondersteld dat dit met stilzwijgende goedkeuring van Adad-šuma-uṣur geschiedde, maar er is tot dusver geen bewijs gepubliceerd waar dat uit zou blijken. Ninurta-apal-Ekur’s reden om in het vijandige Karduniaš te vertoeven is ook onduidelijk. Het kan zijn dat hij daar in ballingschap was of dat hij het Assyrische deel ervan beheerde. De Walker Chronicle beschrijft hoe Enlil-kudrri-usur verpletterende nederlaag werd toegebracht door Adad-šuma-uṣur’s, waarna hij door zijn eigen officieren gegrepen en uitgeleverd werd aan zijn vijand. Pas na deze grote overwinning op het buurland Assyrië kon Adad-šuma-uṣur zijn territorium uitbreiden en de stad Babylon zelf eraan toevoegen.
In de Synchronistische Geschiedenis staat verder dat Ninurta-apal-Ekur “een aanzienlijke troepenmacht op de been bracht en optrok om Libbi-ali (de stad Aššur) in te nemen. Maar [...] arriveerde onverwacht, zodat hij omkeerde en naar huis trok.” Zoals Grayson duidelijk maakt kan deze passage op verschillende manieren uitgelegd worden omdat de naam van de partij die hij tegenkwam ontbreekt. De mogelijkheid dat dit Enlil-kudurrī-uṣur was, weer vrijgelaten door de Babylonische koning om nog meer verwarring te zaaien in het machtige noordelijk buurland bestaat, maar er zijn ook andere mogelijkheden. Uiteindelijk kwam Ninurta-apal-Ekur wel aan de macht, maar waarschijnlijk had dat nog enig voeten in de aarde.

## Tijdgenoten
- Adad-šuma-uṣur van Babylonië.[6]

## Inscripties
1. ↑  Assyrian King List, iii 14.
2. ↑  Synchronistic King List, tablet excavation number Ass. 14616c (KAV 216), ii 6.
3. 1 2  Synchronistic History, ii 3–8.
4. ↑  Walker Chronicle, ABC 25, BM 27796, obverse lines 3 to 7.

## Verwijzingen
1. ↑  Mogelijk is de datering 1187 v.Chr. - 1183 v.Chr. afhankelijk van het aantal regeringsjaren van Ninurta-apil-ekur.
2. ↑  A. K. Grayson (1975). Assyrian and Babylonian chronicles. J. J. Augustin, p. 215.
3. 1 2  A. K. Grayson (2001). Reallexikon der Assyriologie und Vorderasiatischen Archäologie: Nab – Nuzi. Walter De Gruyter Inc, "Ninurta-apal-Ekur", 524–525.
4. ↑  J. A. Brinkman (1999). Reallexikon der Assyriologie und Vorderasiatischen Archäologie. Walter De Gruyter Inc, "Ilī-padâ", 50–51.
5. ↑  C.B.F. Walker (May 1982). Assyriological Studies presented to F. R. Kraus on the occasion of his 70th birthday. Netherlands Institute for the Near East, "Babylonian Chronicle 25: A Chronicle of the Kassite and Isin II Dynasties", 398–406.
6. ↑  (en) Gautschy, Rita  (2014). A reassessment of the absolute chronology of the Egyptian new kingdom and its 'brotherly' countries. Ägypten und Levante / Egypt and the Levant  24: 144

- Dit artikel of een eerdere versie ervan is een (gedeeltelijke) vertaling van het artikel Ninurta-apal-Ekur op de Engelstalige Wikipedia, dat onder de licentie Creative Commons Naamsvermelding/Gelijk delen valt. Zie de bewerkingsgeschiedenis aldaar.